# 川龙县
川龙县是柬埔寨桔井省下辖的一个县。
据1998年人口普查，此县共有50,407人。
柬越战争初期，这一带是越南人民军与柬埔寨革命军交火的重要战场。